# ST-1
ST-1はシンガポール・テレコム（シングテル）と台湾の中華電信の保有する通信衛星。1998年8月25日にアリアン4ロケットで打ち上げられた。両社はそれぞれシンガポールのセレターと台湾の台北のコントロールセンターから衛星を共同運用している。
ST-1は高出力Kuバンド中継器16機と中出力Cバンド中継器14機を搭載している。衛星バスにはユーロスターを利用しており、重量は打ち上げ時に3000kg以上、6500ワット以上の発電能力を持つ。衛星のCバンドカバレージビームは東南アジア全域を中心に中東から日本にまでおよぶ。
また、2機のKuバンドスポットビームも特徴であり、このうちK1ビームは台湾からシンガポール、インドネシアからマレーシアかけての範囲に、K2ビームはインド亜大陸を中心に展開されている。ST-1は電話、デジタルDTH放送、VSAT、その他の地域ビジネスサービスを提供している。
シングテルと中華電信はST-1が2011年に運用期間に達したあと、再配置したST-2衛星を運用している

## 註
1. ↑  McDowell, Jonathan. “Launch Log”. Jonathan's Space Page. 2013年10月30日閲覧。
2. ↑  “NSSDCA Spacecraft Details ST-1”.   NASA. 2017年8月5日閲覧。
3. ↑  “ST 1 Satellite details 1998-049A NORAD 25460”. N2YO (2013年10月29日). 2013年10月30日閲覧。